# Янкі (Лодзинське воєводство)
Янкі (пол. Janki) — село в Польщі, у гміні Паєнчно Паєнчанського повіту Лодзинського воєводства.
Населення — 250 осіб (2011).
У 1975-1998 роках село належало до Ченстоховського воєводства.

## Демографія
Демографічна структура станом на 31 березня 2011 року:
|          | Загалом | Допрацездатний вік | Працездатний вік | Постпрацездатний вік |
| -------- | ------- | ------------------ | ---------------- | -------------------- |
| Чоловіки | 116     | 36                 | 72               | 8                    |
| Жінки    | 134     | 30                 | 78               | 26                   |
| Разом    | 250     | 66                 | 150              | 34                   |